# John Clark (Musiker)

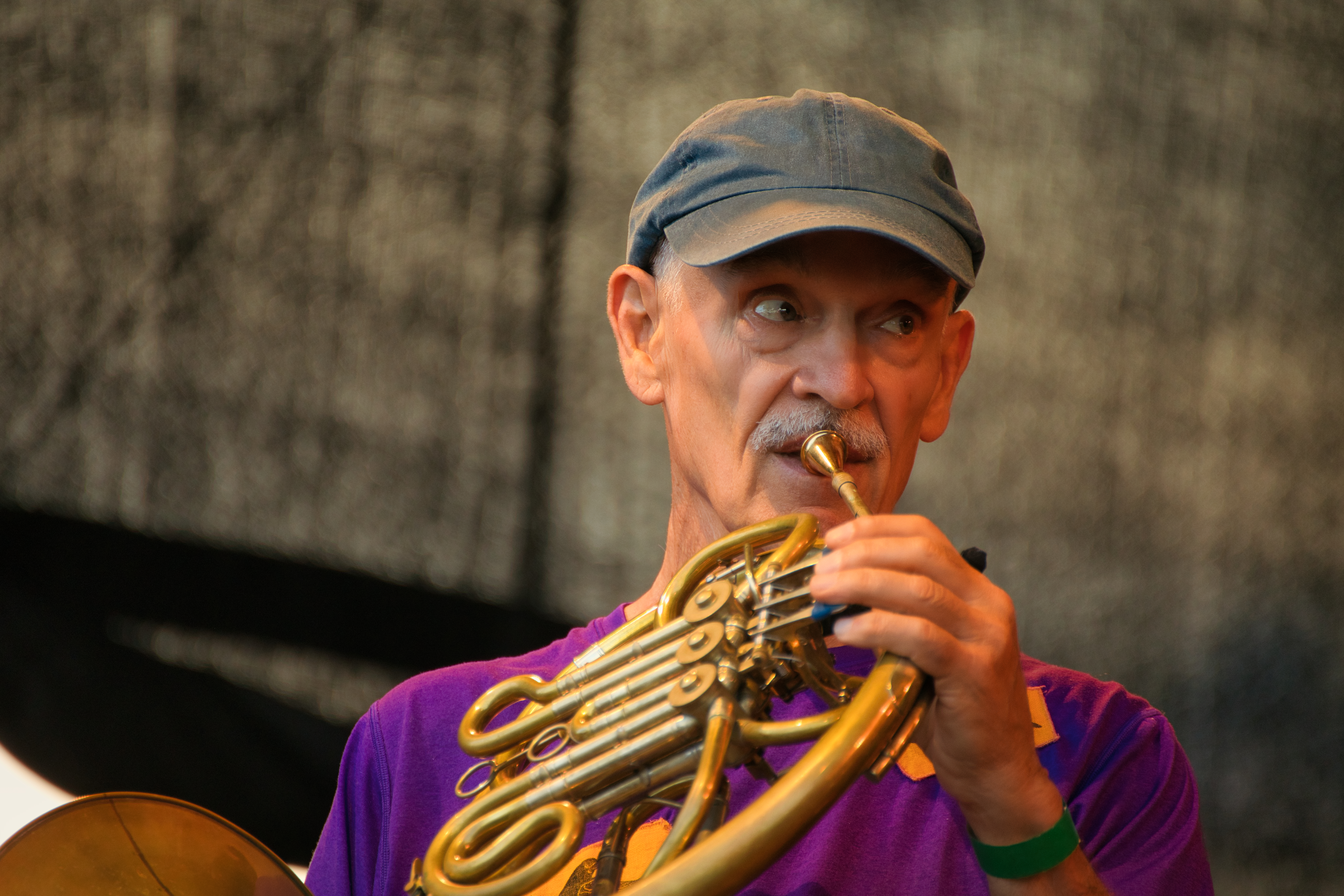
John Clark auf dem INNtöne Jazzfestival 2025

John Trevor Clark (* 21. September 1944 in Brooklyn, New York) ist ein US-amerikanischer Jazzmusiker (Horn, Komposition).

## Leben und Wirken
John Clark wuchs in Rochester (New York) auf. Der Sohn eines Germanisten verfolgte zunächst eine philologische Laufbahn und studierte Spanisch an der University of Rochester (Bachelor 1966). Doch daneben studierte Horn bei Verne Reynolds an der Eastman School of Music. Zwischen 1967 und 1971 leistete er seinen Wehrdienst bei der United States Coast Guard Band, um anschließend am New England Conservatory of Music Komposition und Improvisation bei Jaki Byard, Ran Blake und George Russell zu studieren.
Clark war dann Mitglied der Band von Carla Bley und über lange Jahre in Gil Evans„“ Monday Night Orchestra und bei George Russell beschäftigt. Seit 1985 spielte er beim New York City Ballet Orchestra, seit 1993 beim Carnegie Hall Jazz Orchestra. Er war weiterhin als Studiomusiker tätig. Dabei arbeitete er mit so unterschiedlichen Musikern wie Glen Velez, Anthony Jackson, Linda Ronstadt, B. B. King, Oliver Lake, Ornette Coleman, Sting, Joni Mitchell, Leroy Jenkins, Gerry Mulligan, Isaac Hayes, Grachan Moncur, Ashford & Simpson, Pat Metheny, Frank Sinatra, John Scofield, Spyro Gyra, Diana Ross, Carly Simon, LL Cool J, Joe Lovano, Jaco Pastorius, Rachel Z, Jimmy Heath, Johnny Griffin, Toots Thielemans, Billy Joel, den Fugees, dem Trans-Siberian Orchestra, dem Lincoln Center Jazz Orchestra und Prince. 2009 spielte Clark in der Mingus Big Band und im Trio B3+
Seine Kompositionen wurden aufgenommen vom Pugh-Taylor Project, („747“), dem Gil Evans Orchestra („Groove from the Louvre“, „Your Number“, Grammy, 1989), dem Paul Winter Consort, („Bedrock Cathedral“) und Imani Winds („I Will“). Er hat auch für Bob Stewart, McCoy Tyner, das Turtle Island String Quartet, Paul Jeffrey und das Aspen Wind Quintet geschrieben.
Clark entwickelte die Hornette, die er sich 1991 auch patentieren ließ. 1993 veröffentlichte er sein Lehrbuch Exercises for Jazz French Horn. Von 2001 bis 2008 lehrte er an der State University of New York.

## Auszeichnungen
- 1979, 1980, 1981, 1982: Gewinner des Down Beat Critics’ Poll
- 1986: National Academy of Recording Arts and Sciences Award for Most Valuable Player in Recording Field.

## Aufnahmen

### Unter eigenem Namen
- 1980: Song of Light (Hidden Meaning Music HMM 001)
- 1981: Faces (ECM 1-1176)
- 1992: Il Suono (CMP CD 59)
- 1997: I Will (Postcards Records CD 1016)
- 2003: Confluence (Hidden Meaning Music HMM 002)

### Als Sideman
- 1975: Gil Evans: There Comes a Time (RCA Victor)
- 1977: Gil Evans: Priestess (Antilles)
- 1981: Jaco Pastorius: Word of Mouth (Warner)
- 2022: Alan Braufman: Live in New York City, February 8, 1975